# O Cio da Terra
O Cio da Terra é uma canção composta por Milton Nascimento e com letra de Chico Buarque, lançada em 1977. Segundo Chico, é "uma canção de trabalho agrário" que Milton compôs inspirado no canto das mulheres camponesas na colheita do algodão do Vale do Rio Doce.
Criada em um momento comercial importante da MPB e em um período de abertura política no Brasil, a canção integrou um compacto com a canção Primeiro de Maio, que comemorava a data em 1977, quando o movimento sindical do ABC paulista, dirigido pelo metalúrgico Luiz Inácio Lula da Silva, se reorganizava.
A canção foi regravada separadamente por Milton e Chico e por diversos grupos e cantores brasileiros, incluindo Maria Bethânia (em parceria com a cubana Omara Portuondo), Pena Branca & Xavantinho, MPB-4, Uakti e Tetê Espíndola. Ganhou também versões da argentina Mercedes Sosa e do grupo hispano-americano Raíces de América, além de uma regravação em inglês do escocês Bert Jansch, sob o título de Sweet Mother Earth.
O Cio da Terra não foi a primeira parceria de Milton e Chico. Em 1976, a dupla havia gravado O Que Será? em um encontro casual, por sugestão de Francis Hime.